# Список советских и российских хоккеистов — кавалеров государственных наград
Список хоккеистов — кавалеров государственных наград — список всех советских и российских хоккеистов (с шайбой), тренеров по хоккею с шайбой, судей и функционеров, получивших государственные награды.

## Критерии внесения в список
- Награды получены за достижения (трудовые успехи) исключительно в хоккее.
- Все награды получены лицами, непосредственно имевшими отношение к хоккею.
- Хоккеисты и тренеры (действующие и завершившие карьеру), судьи.
- Функционеры, действующие и завершившие карьеру, работавшие в хоккейных организациях СССР, ФХР.
- Обслуживающий персонал футбольных команд (администраторы, врачи, массажисты).
- Журналисты (печатные и электронные СМИ), пишущие на футбольные темы, комментирующие матчи.

### 1957

#### Орден Ленина
- Всеволод Бобров

#### Орден Трудового Красного Знамени
- Евгений Бабич
- Николай Сологубов
- Анатолий Тарасов
- Аркадий Чернышёв

#### Орден «Знак Почёта»
- Алексей Гурышев
- Владимир Егоров
- Николай Пучков
- Николай Хлыстов
- Виктор Шувалов

#### Медаль «За трудовую доблесть»
- Юрий Крылов
- Валентин Кузин
- Альфред Кучевский
- Григорий Мкртчан
- Александр Уваров
- Иван Трегубов

### 1960

#### Медаль «За трудовую доблесть»
- Николай Сологубов

### 1965

#### Орден Трудового Красного Знамени
- Александр Альметов
- Виктор Коноваленко
- Борис Майоров
- Вячеслав Старшинов
- Виктор Якушев

#### Орден «Знак Почета»
- Вениамин Александров
- Эдуард Иванов
- Виктор Кузькин
- Константин Локтев
- Александр Рагулин
- Анатолий Тарасов
- Анатолий Фирсов
- Аркадий Чернышёв

#### Медаль «За трудовую доблесть»
- Виталий Давыдов

#### Медаль «За трудовое отличие»
- Владимир Брежнев
- Леонид Волков
- Юрий Волков
- Виктор Зингер
- Анатолий Ионов
- Евгений Майоров

### 1968[1]

#### Орден «Знак Почета»
- Валентин Алехин
- Виталий Давыдов
- Виктор Коноваленко
- Борис Майоров
- Вячеслав Старшинов
- Анатолий Тарасов
- Анатолий Фирсов
- Аркадий Чернышёв

#### Медаль «За трудовую доблесть»
- Владимир Викулов
- Евгений Зимин
- Виктор Полупанов

#### Медаль «За трудовое отличие»
- Александр Игумнов

### 1969

#### Орден «Знак Почета»
- Александр Рагулин
- Виктор Зингер
- Игорь Ромишевский

#### Медаль «За трудовую доблесть»
- Виталий Давыдов
- Александр Мальцев
- Борис Михайлов
- Евгений Мишаков
- Владимир Петров
- Евгений Паладьев
- Валерий Харламов

### 1971

#### Орден Трудового Красного Знамени
- Николай Пучков

### 1972

#### Орден Трудового Красного Знамени
- Виталий Давыдов
- Александр Рагулин
- Анатолий Тарасов
- Анатолий Фирсов
- Аркадий Чернышёв

#### Орден «Знак Почета»
- Владимир Викулов
- Борис Михайлов
- Виктор Кузькин
- Игорь Ромишевский
- Валерий Харламов
- Александр Якушев

#### Медаль «За трудовую доблесть»
- Юрий Блинов
- Владимир Лутченко
- Александр Мальцев
- Евгений Мишаков
- Владимир Петров
- Владислав Третьяк
- Геннадий Цыганков
- Владимир Шадрин

#### Медаль «За трудовое отличие»
- Евгений Зимин

### 1975

#### Орден Трудового Красного Знамени
- Борис Кулагин
- Борис Михайлов
- Валерий Харламов
- Александр Якушев

#### Орден «Знак Почета»
- Владимир Лутченко
- Владимир Петров
- Владислав Третьяк
- Геннадий Цыганков
- Владимир Шадрин

#### Медаль «За трудовую доблесть»
- Вячеслав Анисин
- Валерий Васильев
- Константин Локтев
- Юрий Ляпкин
- Владимир Юрзинов

#### Медаль «За трудовое отличие»
- Сергей Капустин
- Ю. Тюрин
- Юрий Федоров

### 1976

#### Орден «Знак Почета»
- Александр Мальцев
- Н. Карпов

#### Медаль «За трудовое отличие»
- Виктор Жлуктов
- Андрей Старовойтов
- Виктор Шалимов

### 1978

#### Орден Ленина
- Борис Михайлов
- Владислав Третьяк

#### Орден Трудового Красного Знамени
- Валерий Васильев
- Владимир Лутченко
- Александр Мальцев
- Виктор Тихонов
- Валерий Харламов
- Геннадий Цыганков
- Владимир Юрзинов

#### Орден Дружбы Народов
- Хелмут Балдерис
- Сергей Капустин

#### Орден «Знак Почета»
- Зинэтула Билялетдинов
- Вячеслав Гаврилин
- Александр Голиков
- Вячеслав Колосков
- Лев Лебедев
- Николай Озеров
- Василий Первухин
- Владимир Петров
- Вячеслав Фетисов

#### Медаль «За трудовую доблесть»
- Георгий Авсеенко
- Владимир Голиков
- Виктор Домбровский
- Юрий Королёв
- Яков Коц
- Юрий Лебедев
- Сергей Макаров
- Александр Пашков
- Борис Сапроненков
- Юрий Федоров

### 1979

#### Орден «Знак Почета»
- Сергей Бабинов
- Виталий Давыдов
- Виктор Жлуктов
- Григорий Мкртчан
- Юрий Моисеев
- Игорь Тузик
- Александр Якушев

#### Медаль «За трудовую доблесть»
- Владимир Мышкин
- Юрий Перегудов
- Александр Скворцов
- Игорь Чистовский
- Василий Ядренцев

#### Медаль «За трудовое отличие»
- Ирек Гимаев
- Олег Кученев
- Сергей Стариков

### 1980

#### Медаль «За трудовое отличие»
- Алексей Касатонов
- Владимир Крутов

### 1981

#### Орден Дружбы Народов
- Валерий Васильев
- Сергей Капустин
- Сергей Макаров
- Александр Мальцев
- Виктор Тихонов
- Владислав Третьяк
- Виктор Шалимов

#### Орден «Знак Почета»
- Зинэтула Билялетдинов
- Владимир Голиков
- Анатолий Кострюков
- Борис Кулагин
- Юрий Лебедев
- Борис Майоров
- Евгений Майоров
- Николай Макаров
- Лев Мишин
- Василий Первухин
- Александр Скворцов
- Вячеслав Фетисов
- Геннадий Цыгуров
- Сергей Шепелев
- Владимир Юрзинов

#### Медаль «За трудовую доблесть»
- Константин Громадин
- Евгений Зимин
- Николай Дроздецкий
- Владимир Борисович Киселев
- Вячеслав Соколов
- Николай Чеботарев

#### Медаль «За трудовое отличие»
- Владимир Воробьев
- Владимир Ефимов
- Анатолий Окишев
- Юрий Тархов
- Андрей Хомутов
- Юрий Чабарин

### 1982

#### Орден Дружбы Народов
- Сергей Бабинов
- Виктор Жлуктов
- Владимир Крутов

#### Орден «Знак Почета»
- Ирек Гимаев
- Алексей Касатонов
- Александр Кожевников
- Игорь Ларионов
- Владимир Мышкин
- Борис Сапроненков
- Виктор Тюменев

### 1983

#### Орден Ленина
- Виктор Тихонов

### 1984

#### Орден Трудового Красного Знамени
- Сергей Макаров
- Владислав Третьяк
- Вячеслав Фетисов

#### Орден Дружбы Народов
- Зинэтула Билялетдинов
- Николай Дроздецкий
- Владимир Ковин
- Анатолий Кострюков
- Василий Первухин
- Александр Скворцов
- Аркадий Чернышёв
- Сергей Шепелев

#### Медаль «За трудовую доблесть»
- Михаил Васильев
- Александр Герасимов
- Сергей Стариков
- Андрей Хомутов

#### Медаль «За трудовое отличие»
- Игорь Стельнов

### 1988

#### Орден Ленина
- Вячеслав Фетисов

#### Орден Октябрьской революции
- Виктор Тихонов

#### Орден Трудового Красного Знамени
- Алексей Касатонов
- Владимир Крутов
- Игорь Ларионов
- Сергей Макаров

#### Орден «Знак Почета»
- Вячеслав Быков
- Сергей Мыльников
- С. Светлов
- Анатолий Семенов
- Сергей Стариков
- Игорь Стельнов
- Андрей Хомутов
- Сергей Яшин

#### Медаль «За трудовую доблесть»
- Илья Бякин
- Алексей Гусаров
- Игорь Дмитриев
- Валерий Каменский
- Игорь Кравчук
- Андрей Ломакин
- С. Чекмарев
- Александр Черных

#### Медаль «За трудовое отличие»
- Александр Могильный

### 1995

#### Орден «За заслуги перед Отечеством» IV степени
- Александр Якушев[2]

#### Орден Дружбы
- Вячеслав Старшинов

#### Медаль Ордена «За заслуги перед Отечеством» II степени
- Николай Карпов
- Анатолий Сеглин
- В. Фоменков

### 1996

#### Орден Почёта
- Валерий Васильев
- Игорь Дмитриев
- Алексей Касатонов
- Киселев, Леонид Георгиевич
- Анатолий Кострюков
- Виктор Кузькин
- Владимир Лутченко
- Борис Майоров
- Александр Мальцев
- Борис Михайлов
- Александр Рагулин
- Андрей Старовойтов
- Александр Стеблин
- Валерий Шанцев
- Яковлев, Юрий Николаевич

#### Орден Дружбы
- Агапов, Юрий Иванович
- Валеев, Ринат Абдуллович
- Варламов, Анатолий Прокофьевич
- Винницкий, Марк Моисеевич
- Петр Воробьев
- Анатолий Емелин
- Виктор Жлуктов
- Борис Запрягаев
- Анатолий Ионов
- Рафаил Ишматов
- Юрий Королев
- Кузьмин, Александр Константинович
- Альфред Кучевский
- Левицкий, Виктор Борисович
- Сергей Николаев
- Василий Первухин
- Пережогин, Юрий Николаевич
- Владимир Петров
- Игорь Ромишевский
- Солодов, Владимир Сергеевич
- Владимир Шадрин
- Шелешнев, Порфирий Михайлович
- Виктор Шувалов
- Николай Эпштейн
- Виктор Якушев

#### Медаль Ордена «За заслуги перед Отечеством» II степени
- Азаматов, Марат Мустафеевич
- Алексеев, Валентин Дмитриевич
- Бахмутов, Анатолий Григорьевич
- Быстров, Валентин Александрович
- Быстров, Вениамин Михайлович
- Величкин, Геннадий Иванович
- Домбровский, Виктор Николаевич
- Егоров, Валентин Михайлович
- Захаров, Андрей Сергеевич
- Иванов, Михаил Федорович
- Эдуард Иванов
- Китаев, Дмитрий Васильевич
- Виктор Крутов
- Куплинов, Владимир Викторович
- Лукашин, Юрий Савельевич
- Евгений Майоров
- Макаров, Николай Михайлович
- Меринов, Владимир Александрович
- Сергей Михалев
- Григорий Мкртчан
- Юрий Моисеев
- Окишев, Анатолий Михайлович
- Пахомов, Владимир Николаевич
- Перегудов, Виктор Михайлович
- Станислав Петухов
- Попов, Арарат Арташесович
- Резников, Наум Лазаревич
- Самойлов, Сергей Александрович
- Игорь Тузик
- Федоров, Альберт Викторович
- Николай Хлыстов
- Виктор Цыплаков
- Чеботарев, Николай Семенович
- Ядренцев, Василий Иванович[3]

#### Орден «За заслуги перед Отечеством» III степени
- Виктор Тихонов[4]

### 1998

#### Орден Почёта
- Павел Буре
- Владимир Юрзинов[5]
- Вячеслав Фетисов[6]

#### Медаль Ордена «За заслуги перед Отечеством» II степени
- Рогатин, Константин Егорович

### 1999

#### Медаль «За трудовое отличие»
- Виктор Тихонов

### 2000

#### Орден «За заслуги перед Отечеством» III степени
- Борис Майоров
- Вячеслав Старшинов[7]

#### Орден Почёта
- Виктор Тихонов[8]

#### Орден «За заслуги перед Отечеством» IV степени
- Вячеслав Фетисов[9]

### 2001

#### Орден «За заслуги перед Отечеством» III степени
- Александр Рагулин[10]

#### Медаль Ордена «За заслуги перед Отечеством» II степени
- Шумилов, Евгений Федорович

### 2002

#### Орден «За заслуги перед Отечеством» IV степени
- Владислав Третьяк[11]

### 2003

#### Орден Почёта
- Сергей Гимаев[12]

### 2004

#### Орден Дружбы
- Игорь Ларионов[13]

#### Орден «За заслуги перед Отечеством» IV степени
- Борис Михайлов[14]

### 2005

#### Орден «За заслуги перед Отечеством» III степени
- Вячеслав Фетисов[15]

### 2007

#### Орден «За заслуги перед Отечеством» IV степени
- Вячеслав Старшинов[16]

#### Орден Дружбы
- Вячеслав Фетисов[17]

### 2009

#### Орден «За заслуги перед Отечеством» IV степени
- Вячеслав Быков

#### Орден Почёта
- Игорь Захаркин

#### Медаль Ордена «За заслуги перед Отечеством» II степени
- Константин Горовиков
- Денис Гребешков
- Александр Ерёменко
- Данис Зарипов
- Сергей Зиновьев
- Дмитрий Калинин
- Илья Ковальчук
- Константин Корнеев
- Сергей Мозякин
- Алексей Морозов
- Илья Никулин
- Виталий Прошкин
- Александр Радулов
- Алексей Терещенко[18][19]

### 2010

#### Орден Почёта
- Владислав Третьяк[20]
- Вячеслав Старшинов[21]

#### Орден Дружбы
- Виктор Тихонов[22]

### 2011

#### Орден «За заслуги перед Отечеством» IV степени
- Виталий Давыдов
- Алексей Касатонов
- Владимир Лутченко
- Борис Майоров
- Александр Мальцев
- Владимир Петров
- Владимир Юрзинов

#### Орден Почёта
- Зинэтула Билялетдинов
- Евгений Зимин
- Александр Кожевников
- Игорь Кравчук
- Владимир Крутов
- Игорь Ларионов
- Сергей Макаров
- Станислав Петухов
- Игорь Ромишевский
- Андрей Хомутов
- Владимир Шадрин
- Александр Якушев[23],[24]

#### Орден Дружбы
- Валерий Васильев
- Владимир Мышкин

#### Медаль Ордена «За заслуги перед Отечеством» II степени
- Александр Голиков
- Владимир Голиков
- Василий Первухин[24]

### 2012

#### Орден Почёта
- Юрий Карандин[25]

#### Орден Дружбы
- Харий Витолиньш
- Олег Знарок[26]